# Baby D
Baby D est un groupe de breakbeat hardcore et de house music britannique. Auteur d'un seul album, Deliverance, sorti en 1996, il est principalement connu pour son single Let Me Be Your Fantasy (en) sorti en 1994.

## Historique
Le groupe est fondé, en 1987, par Phil Fearon, dont le groupe Galaxy a connu un certain succès dans les années 1980. Baby D se compose à l'origine de la chanteuse principale Dee Galdes-Fearon, épouse de Phil Fearon, d'un ancien membre de Galaxy, Claudio Galdez aux claviers et aux instruments à vent, de Terry Jones, qui porte comme nom de scène MC Juice / MC Nino, au chant et aux claviers et du producteur Floyd Dyce. Ils apparaissent, pour la première fois, sur le titre Casanova de Jazz & The Brothers Grimm, sorti en 1989.
Let Me Be Your Fantasy écrite en 1992 par Floyd Dyce, avant qu'il ne quitte le groupe peu après, atteint la première place du UK Singles Chart en novembre 1994. Le succès se poursuit avec (Everybody's Got to Learn Sometime) I Need Your Loving, une reprise du classique de Korgis en 1995, So Pure et Take Me to Heaven, tous inclus dans l'album Deliverance, sorti en 1996. Lors de la première cérémonie des MOBO Awards en 1996, Baby D l'emporte dans la catégorie Best Dance Act.
Au cours de l'été 2008, le groupe s'est reformé pour se produite dans des festivals britanniques de musique et continuent de se produire dans les clubs et les festivals.

## Membres

### Actuels
- Baby D (Dee Fearon) – chant
- Claudio Galdez – claviers, synthétiseurs
- MC Juice / MC Nino (Terry Jones) – chant, claviers, batterie

### Ancien
- Floyd Dyce – claviers, batterie (quitte le groupe en 1993)

## Discographie

### Album studio
| Titre       | Album                                         | Meilleure position | Meilleure position |
| Titre       | Album                                         | UK                 | SUI                |
| ----------- | --------------------------------------------- | ------------------ | ------------------ |
| Deliverance | - Sorti le 8 février 1996 - Label: Systematic | 5                  | 47                 |

### Singles
| 1990                                                                                   | Behind the Groove                             | -  | -   | -  | -  | -  | -  | -  | Non-Album Single |
| 1990                                                                                   | Day Dreaming                                  | -  | -   | -  | -  | -  | -  | -  | Deliverance      |
| 1992                                                                                   | Let Me Be Your Fantasy                        | 76 | -   | -  | -  | -  | -  | -  | Deliverance      |
| 1993                                                                                   | Destiny                                       | 69 | -   | -  | -  | -  | -  | -  | Deliverance      |
| 1994                                                                                   | Casanova                                      | 67 | -   | -  | -  | -  | -  | -  | Deliverance      |
| 1994                                                                                   | Let Me Be Your Fantasy(re-sortie)             | 1  | 54  | 27 | 31 | 6  | 14 | 12 | Deliverance      |
| 1995                                                                                   | Everybody's Got to Learn Sometime             | 3  | 124 | -  | 55 | 13 | -  | -  | Deliverance      |
| 1996                                                                                   | So Pure                                       | 3  | 242 | -  | -  | 18 | -  | -  | Deliverance      |
| 1996                                                                                   | Take Me to Heaven                             | 15 | -   | -  | -  | -  | -  | -  | Deliverance      |
| 2000                                                                                   | Let Me Be Your Fantasy (Trick or Treat Remix) | 16 | -   | -  | 90 | -  | -  | 96 | Non-Album Single |
| "-" désigne les versions qui n'ont pas été répertoriées ou qui n'ont pas été publiées. |                                               |    |     |    |    |    |    |    |                  |